# A kerék újra feltalálása
A kerék újra feltalálása egy mások által korábban már létrehozott vagy optimalizált alapvető módszer megismétlésére utaló metafora.
A kerék az emberi találékonyság alapköve, ami megalapozta a modern technológia sok, ha nem az összes vívmányát, egyrészt a használata révén elért többleterő és rugalmasság, másrészt az ősi eredete révén. A hasonlat arra utal, hogy mivel a kereket már rég feltalálták, és nincs semmilyen ismert működési hibája, az újbóli feltalálására tett bármilyen kísérlet értelmetlen, nem teremt értéket és időpocsékolás, mivel csak elvonja a kutató erőforrásait a kutatásra valóban érdemes céloktól.

## Használata
Ezt a kifejezést néha gúny nélkül használják, amikor valakinek a tevékenysége csupán a kerék újra feltalálásának tűnik, miközben az valódi hozzáadott értékkel bír. A „kerék újra feltalálása” fontos eszköz lehet például az összetett eszmék, technikák oktatásában. Az ismert tények és technikák felsorolásával az oktató azt várná el a tanulóktól, hogy az ezekben megvalósult ötleteket azonnal és tökéletesen megértsék és alkalmazni tudják. Az oktató ehelyett megteheti, hogy újból felépíti az ismeretanyagot, hagyva, hogy a tanulók dolgozzák ki azokat a kulcsfontosságú lépéseket, melyek megtestesítik az adott téma ok-okozati összefüggéseit.
A „kerék újra feltalálása” lehet ironikus közhely is – nem ismert pontosan, hogy valójában mikor találták fel a kereket. A kerék jelenkori „feltalálása” valójában egy ősrégi találmány „újra feltalálása” lehet. Rendszeresen fejlesztenek és dobnak piacra azonban olyan különféle kerekeket, amelyek kiemelkedő tulajdonságokkal bírnak a meglévő kerekekhez képest (mint például a rendelkezésre álló gumiabroncsok sokféle típusát). A metafora kihangsúlyozza, hogy meg kell érteni a meglévő megoldásokat, de nem feltétlenül kell megelégedni azokkal.
A kifejezést az első, 2012-ben kitalált, nem kör alakú kerék leírására is használták, amely háromdimenziós szinuszhullám formájában jelentkezik. A látszólag komplex alakzatnak megvan a vékony profilú kerék aktuális vastagsága és a széles profilú kerék névleges szélessége. A találmányt jelenleg a Shark Weel cég használja Lake Forestben, Kaliforniában.

### A szoftverfejlesztésben
A szoftverfejlesztés során gyakran szükséges a kerék újra feltalálása, annak érdekében, hogy megkerüljük a szoftver licencszerződésében szereplő összeférhetetlenségeket vagy a harmadik felek által biztosított alkatrészekben vagy modulokban lévő műszaki korlátozásokat. Példa erre egy gyorsrendezés végrehajtása egy scripthez, amely JavaScriptben íródott és egy weboldalba ágyazódik. A gyorsrendezés algoritmusa jól ismert, és a könyvtárakból könnyen elérhető olyan szoftverfejlesztők számára, akik általános célú alkalmazásokat írnak C++ vagy Java nyelven, de néhány JavaScript-megvalósítás nem biztosítja ezt a specifikus algoritmust. Ennélfogva, ha egy fejlesztő megbízhatóan akarja használni a gyorsrendezést a saját weboldalán, akkor „újra fel kell találnia a kereket” az algoritmus újbóli bevezetésével. Lehetséges lenne, hogy másolják azt egy másik weboldalról, de akkor felmerülhetnek a szerzői jogokkal és a szoftverekkel kapcsolatos problémák. A kerék újra feltalálása ebben az esetben biztosítja a hiányzó funkciókat, és elkerüli a szerzői jogi kérdéseket.
Ezenkívül azok, akik új nyelvet tanulnak (és különösen azok, akik újak a programozásban), gyakran megkísérelnek manuálisan megírni sok-sok olyan funkciót, amelyekre a szabványos könyvtárban vagy más könnyen elérhető könyvtárakban már létezik egy robusztus és optimális megoldás. Noha ez tanulási gyakorlatként igen hasznos lehet, a tudatlanul történő elvégzés esetén az eredmény gyakran kevésbé olvasható, megbízható és nem optimalizált szoftver, amelynek megírása, tesztelése és karbantartása hosszabb ideig tart.

## Kapcsolódó kifejezések
A négyzet alakú kerék újra feltalálása olyan felesleges mérnöki alkotás lenne, amely a meglévő szabványos tárgyak által már biztosított funkcionalitást biztosítja (a kerék újra feltalálása), és a szokásosnál (kör alakú kerék) rosszabb eredménnyel jár. Ez egy olyan antiminta, ami akkor lép fel, amikor a felhasználó nem érti a problémát, vagy nincs tisztába az alapvető módszertannal. Ez leginkább a tapasztalatlan programozók próbálkozásának eredménye.
Számos probléma tartalmaz olyan dolgokat, amik már régebben megoldódtak a programozás fő ágaiban (például a kerék felületének simasága). Bárki, aki a nulláról indul vagy figyelmen kívül hagyja a technika állását, újból szembesülni fog a problémákkal, és a kellő eredmény eléréséhez rengeteg időt kell belefektetnie (valószínűleg azokat a megoldásokat hozva létre, amik már léteznek). Amikor azonban a kerék újra feltalálása egy nagyobb mérnöki projekt részfeladataként történik, nem pedig önmagában egy jobb kerék előállítására irányuló projektként, a mérnök gyakran nem számít arra, hogy sok időt kell ráfordítania. Ennek eredményeképp egy kevésbé fejlett, gyenge teljesítményű kereket használunk, amikor az alap kerék használata gyorsabb és könnyebb lett volna, jobb eredményeket hozott volna.
A kerék újra feltalálása a gyakorlatban úgy néz ki, hogy megpróbálnak új megoldásokat készíteni egy olyan problémára, amire már van megoldás.

## Fordítás
- Ez a szócikk részben vagy egészben  a   Reinventing the wheel című angol Wikipédia-szócikk ezen változatának fordításán alapul.  Az eredeti cikk szerkesztőit annak laptörténete sorolja fel. Ez a jelzés csupán a megfogalmazás eredetét és a szerzői jogokat jelzi, nem szolgál a cikkben szereplő információk forrásmegjelöléseként.